# トム・キャロル
トーマス・ジェームズ・”トム”・キャロル（Thomas James "Tom" Carroll、1992年5月28日 - ）は、イングランド・ワトフォード出身のプロサッカー選手。イプスウィッチ・タウンFC所属。ポジションは、ミッドフィールダー。

## 経歴
地元クラブでプレーを始め、2008年にトッテナム・ホットスパーFCの下部組織に移籍。2010年6月にトップチームに昇格した。2011年8月のUEFAヨーロッパリーグ・ハート・オブ・ミドロシアンFC戦でトップチームデビュー。その後はチャンピオンシップのクラブにレンタルに出され、経験を積んだ。
2017年1月、スウォンジー・シティAFCに450万ポンドで完全移籍。
2020年9月4日、古巣のクイーンズ・パーク・レンジャーズFCとシーズンいっぱいの契約を結んだ。
2021年8月16日、イプスウィッチ・タウンFCに1年契約で移籍した。